# Kick Off Sport Center
Il Kick Off Sport Center è un centro sportivo di Cavallino (LE), di proprietà privata ed utilizzato anche dalla società calcistica italiana Unione Sportiva Lecce.
La struttura ospita dal 2018 gran parte delle attività del settore giovanile giallorosso.
Il centro d'allenamento si trova in via Vecchia San Donato a Cavallino, alle porte del capoluogo salentino.

## Struttura

### Area sportiva
L'area sportiva del centro comprende:
- due campi da calcio regolamentari, omologati per gare ufficiali;
- due campi da calcio di dimensioni ridotte (8 contro 8);
- tre campi da calcio a 5;
- quattro campi da padel indoor;
- un campo da padel outdoor;
- palazzetto dello sport che ospita la scuola di pattinaggio, con oltre 200 posti a sedere e spogliatoi riservati;
- una palestra;
- una piscina;
- un campo scoperto da beach volley;
- una pista da ciclocross.

### Area direzionale
L'area direzionale del centro comprende:
- un bar;
- un ristorante.

## Utilizzo
La struttura ospita gli allenamenti del settore giovanile dell'Unione Sportiva Lecce.
Nel centro sportivo disputano anche gli incontri casalinghi ufficiali le formazioni giovanili del Lecce, con l'esclusione della Primavera che gioca le proprie gare interne allo stadio comunale di San Pietro in Lama (LE).